# Liste der Kulturgüter in Bowil
Die Liste der Kulturgüter in Bowil enthält alle Objekte in der Gemeinde Bowil im Kanton Bern, die gemäss der Haager Konvention zum Schutz von Kulturgut bei bewaffneten Konflikten, dem Bundesgesetz vom 20. Juni 2014 über den Schutz der Kulturgüter bei bewaffneten Konflikten sowie der Verordnung vom 29. Oktober 2014 über den Schutz der Kulturgüter bei bewaffneten Konflikten unter Schutz stehen.
Objekte der Kategorien A und B sind vollständig in der Liste enthalten, Objekte der Kategorie C fehlen zurzeit (Stand: 28. Januar 2024). Unter übrige Baudenkmäler sind geschützte Objekte zu finden, die im Bauinventar des Kantons Bern als «schützenswert» verzeichnet sind.

## Kulturgüter
| Foto |                                                           | Objekt                              | Kat. | Typ | Standort                      | Beschreibung |
| ---- | --------------------------------------------------------- | ----------------------------------- | ---- | --- | ----------------------------- | --- |
| ja   | Datei hochladen · Wikidata zu Bauernhaus (Q19362542)      | Bauernhaus KGS-Nr.: 09203           | A    | G   | Sagistrasse 3 619334 / 194497 | Dieses 1564 in Ständerbauweise errichtete Hochstudhaus unter mächtigem Vollwalmdach ist vermutlich das älteste Bauwerk in Bowil. Das Obergeschoss ist in Blockbauweise ausgeführt. Im südöstlichen Hausteil ist eine Schmiede eingebaut, in der die Esse und andere Einrichtungen erhalten geblieben sind. |
| ja   | Datei hochladen · Wikidata zu Ruine Alt-Signau (Q2175178) | Burgruine Alt-Signau KGS-Nr.: 00805 | B    | G   | Altschloss 621640 / 194860    | Gut erhaltene Mauerreste einer Höhenburg auf einem Hügel über der Steinenmühle. Der Stammsitz der erstmals um 1130 erwähnten Freiherren von Signau wurde im 14. Jahrhundert zugunsten der Burg Neu-Signau aufgegeben.                                                                                      |

## Übrige Baudenkmäler
Hinweis: Anstelle der KGS-Nummer wird als Objekt-Identifikator (ID) die Grundstücksnummer verwendet.
| ID   | Foto |                 | Objekt                         | Typ | Standort                            | Beschreibung |
| ---- | ---- | --------------- | ------------------------------ | --- | ----------------------------------- | ------------ |
| 7    | BW   | Datei hochladen | Archiv (1827)                  | G   | Dorf 143a 619550 / 193575           |              |
| 105  | BW   | Datei hochladen | Speicher (um 1800)             | G   | Mösli 96a 620525 / 193704           |              |
| 162  | BW   | Datei hochladen | Speicher (1576)                | G   | Rünkhofen 18b 618615 / 194431       |              |
| 211  | BW   | Datei hochladen | Bauernhaus (1767)              | G   | Hinterschwändi 73 621617 / 193853   |              |
| 211  | BW   | Datei hochladen | Speicher (1736)                | G   | Hinterschwändi 73a 621640 / 193835  |              |
| 255  | BW   | Datei hochladen | Doppelspeicher (1867)          | G   | Dorf 141, 141a 619587 / 193629      |              |
| 292  | BW   | Datei hochladen | Feldstall (1773)               | G   | Groggenmoos 20e 618102 / 194116     |              |
| 304  | BW   | Datei hochladen | Bauernhaus (1780)              | G   | Immenägerten 81 622061 / 194304     |              |
| 304  | BW   | Datei hochladen | Speicher (1821)                | G   | Immenägerten 81b 622007 / 194292    |              |
| 320  | BW   | Datei hochladen | Speicher (1750)                | G   | Spycherweg 2a 619330 / 194585       |              |
| 320  | BW   | Datei hochladen | Stöckli (2. Hälfte 18. Jh.)    | G   | Spycherweg 2 619307 / 194599        |              |
| 384  | BW   | Datei hochladen | Speicher (1729)                | G   | Schwändimatt 106b 620700 / 193253   |              |
| 388  | BW   | Datei hochladen | Bauernhaus (1843)              | G   | Steinen 61 621347 / 194810          |              |
| 400  | BW   | Datei hochladen | Stöckli (1816)                 | G   | Schwändimatt 110 620721 / 193144    |              |
| 424  | BW   | Datei hochladen | Speicher (1787)                | G   | Steinen 58b 621346 / 194983         |              |
| 424  | BW   | Datei hochladen | Stöckli (2. Hälfte 18. Jh.)    | G   | Steinen 58a 621364 / 194924         |              |
| 428  | BW   | Datei hochladen | Feldscheune (18. Jh.)          | G   | Im Schüpbach 79 622236 / 193385     |              |
| 433  | BW   | Datei hochladen | Bauernhaus (Mitte 18. Jh.)     | G   | Friedersmatt 173 619730 / 191915    |              |
| 518  | BW   | Datei hochladen | Speicher (1675)                | G   | Rünkhofen 9a 618438 / 194378        |              |
| 526  | BW   | Datei hochladen | Bauernhaus (2. Hälfte 18. Jh.) | G   | Hohbühl 129 620208 / 192920         |              |
| 534  | BW   | Datei hochladen | Speicher (1781)                | G   | Rünkhofen 19b 618586 / 194512       |              |
| 559  | BW   | Datei hochladen | Speicher (1739)                | G   | Hinterschwändi 72b 621699 / 193841  |              |
| 571  | BW   | Datei hochladen | Bauernhaus (1668)              | G   | Rünkhofen 21 618677 / 194557        |              |
| 618  | BW   | Datei hochladen | Speicher (1756)                | G   | Sagistrasse 4c 619406 / 194498      |              |
| 645  | BW   | Datei hochladen | Speicher (1682)                | G   | Dorfstrasse 9a 619296 / 194492      |              |
| 670  | BW   | Datei hochladen | Bauernhaus (1766)              | G   | Thunersberg 158 620178 / 192116     |              |
| 690  | BW   | Datei hochladen | Stöckli/Speicher (1795)        | G   | Urweid 199a 619086 / 192755         |              |
| 716  | BW   | Datei hochladen | Ehemalige Alphütte (um 1800)   | G   | Winterseiten 190a 619332 / 190507   |              |
| 741  | BW   | Datei hochladen | Bauernhaus (Mitte 18. Jh.)     | G   | Dorf 118 619877 / 193645            |              |
| 806  | BW   | Datei hochladen | Kapelle (1880)                 | G   | Imschmatthubel 98a 620659 / 193877  |              |
| 812  | BW   | Datei hochladen | Bauernhaus (1768)              | G   | Rünkhofen 17 618499 / 194485        |              |
| 812  | BW   | Datei hochladen | Stöckli (1868)                 | G   | Rünkhofen 17a 618520 / 194471       |              |
| 897  | BW   | Datei hochladen | Bauernhaus (1. Hälfte 18. Jh.) | G   | Gerbe 136 620019 / 193505           |              |
| 897  | BW   | Datei hochladen | Speicher (1773)                | G   | Gerbe 136a 619995 / 193515          |              |
| 938  | BW   | Datei hochladen | Speicher (1690)                | G   | Lichterswil 48a 620415 / 194864     |              |
| 944  | BW   | Datei hochladen | Bauernhaus (1826)              | G   | Steinen 56 621158 / 194936          |              |
| 944  | BW   | Datei hochladen | Speicher (1636)                | G   | Steinen 56b 621194 / 194963         |              |
| 944  | BW   | Datei hochladen | Stöckli (1847)                 | G   | Steinen 56a 621168 / 194962         |              |
| 951  | BW   | Datei hochladen | Bauernhaus (1798)              | G   | Lichterswil 48b 620462 / 194856     |              |
| 1004 | BW   | Datei hochladen | Speicher (1765)                | G   | Imschmatt 92a 620364 / 194030       |              |
| 1065 | BW   | Datei hochladen | Speicher (1657)                | G   | Vorderschwändi 102a 621138 / 193854 |              |
| 1291 | BW   | Datei hochladen | Bauernhaus (1626)              | G   | Mösli 96 620527 / 193728            |              |
| 1324 | BW   | Datei hochladen | Speicher (1672)                | G   | Rünkhofen 20b 618656 / 194519       |              |
| 1340 | BW   | Datei hochladen | Bauernhaus (1907)              | G   | Groggenmoos 12c 618337 / 194122     |              |
| 1375 | BW   | Datei hochladen | Stöckli (1762)                 | G   | Friedersmatt 176a 619399 / 191920   |              |
| 1440 | BW   | Datei hochladen | Speicher (1784)                | G   | Dorf 118b 619917 / 193637           |              |
| 1441 | BW   | Datei hochladen | Stöckli (4. Viertel 18. Jh.)   | G   | Dorf 118a 619875 / 193608           |              |